# Sukun (schriftteken)

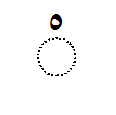
Sukun

Sukūn (سُكُون) is een optioneel schriftteken uit het Arabisch schrift, dat voor beklinkering van teksten dient. Men gebruikt het om de klinkerloosheid van een medeklinker aan te geven. De sukūn schrijft men als een kleine cirkel en geeft men aan boven de te beklinkeren medeklinker.

## Sukun in Unicode
| Unicode Codepoint | U+0652           |
| Unicode-Name      | ARABIC SUKUN     |
| HTML              | &#1618;          |
| ISO 8859-6        | niet beschikbaar |

Basisalfabet: ا (alif) · 
ب (ba) · 
ت (ta) · 
ث (tha) · 
ج (jim) ·
ح (ḥa) ·
خ (kha) ·
د (dal) ·
ذ (dhal) ·
ر (ra) ·
ز (zai) ·
س (sin) ·
ش (sjin) ·
ص (ṣad) ·
ض (ḍad) ·
ط (ṭah) ·
ظ (ẓa) ·
ع (ain) ·
غ (gain) ·
ف (fa) ·
ق (qaf) ·
ك (kaf) ·
ل (lam) ·
م (mim) ·
ن (nun) ·
ه (ha) ·
و (waw) ·
ي (ya)
Aanvullende tekens: ء (hamza) ·
آ (alif madda) ·
ة (tāʾ marbūṭa) ·
ى (alif maqṣūra) ·
لا (lām-alif)
Klinkertekens: fatḥa ·
kasra ·
ḍamma ·
shadda ·
sukūn ·
waṣla